# Marie Collins
Marie-France Colin, dite Marie Collins, est une actrice française active depuis les années 1970.

## Filmographie sélective

### Cinéma
- 1972 : La Chambre rouge de Jean-Pierre Berckmans
- 1985 : Le Thé au harem d'Archimède de Mehdi Charef
- 1987 : La Maison de Jeanne de Magali Clément
- 1998 : Les Gens qui s'aiment de Jean-Charles Tacchella
- 2000 : J'ai faim !!! de Florence Quentin
- 2002 : Mauvais Esprit de Patrick Alessandrin
- 2004 : Voici venu le temps d'Alain Guiraudie
- 2010 : De bon matin de Jean-Marc Moutout

### Télévision
- 1985 : Les Enquêtes du commissaire Maigret, épisode : Le Revolver de Maigret de Jean Brard
- 1991 : Cas de divorce
- 1991 : Maigret et la Grande Perche de Claude Goretta : Eugénie
- 1995 : Le juge est une femme
- 2007 : La Résistance de Félix Olivier

## Théâtre
- 1980 : Elephant Man de Bernard Pomerance, mise en scène Katherine Adamov, Théâtre de la Potinière